# Parafia św. Piotra i Pawła w Nowej Cerekwi
Parafia pw. św. Piotra i Pawła w Nowej Cerekwi – parafia rzymskokatolicka znajdująca się w Nowej Cerekwi. Należy do dekanatu Kietrz diecezji opolskiej.

## Historia
Miejscowość i parafię po raz pierwszy wzmiankowano w 1234, jest więc ona najstarszą na obszarze dzisiejszego powiatu głubczyckiego. Należała pierwotnie do diecezji ołomunieckiej. Po wojnach śląskich znalazła się w granicach Prus i na terenie tzw. dystryktu kietrzańskiego. W 1863 liczyła 2475 katolików i 17 niekatolików, niemieckojęzycznych, ponadto 16 żydów. Od końca II wojny światowej w granicach Polski. W 1972 powstała diecezja opolska, co zakończyło okres formalnej przynależności do archidiecezji ołomunieckiej.